# Symmachia calderoni
Symmachia calderoni is een vlindersoort uit de familie van de prachtvlinders (Riodinidae), onderfamilie Riodininae.
Symmachia calderoni werd in 2001 beschreven door Hall, J & Lamas.